# 1-(2-Pyridylazo)-2-naphthol
1-(2-Pyridylazo)-2-naphthol (PAN) ist eine chemische Verbindung aus der Gruppe der Naphthole. Chemisch verhält es sich als Komplexbildner.

## Eigenschaften und Reaktionen
PAN bildet mit vielen Übergangsmetallen unlösliche, rote bis grüne Chelatkomplexe, so dass diese zur quantitativen Metallbestimmung verwendet werden können. PAN ist ein dreizähniger Chelator. Ein Ruthenium-PAN-Komplex ist in der Lage, sich an DNA zu binden.